# 伍斯特 (阿肯色州)
伍斯特（英語：Wooster）是一個位於美國阿肯色州福克納縣的市鎮。

## 地理
伍斯特的座標為35°12′02″N 92°27′13″W / 35.20056°N 92.45361°W，而該地的平均海拔高度為97米（即318英尺）。

## 人口
根據2020年美國人口普查的數據，伍斯特的面積為7.37平方千米，皆為陸地。當地共有人口1042人，而人口密度為每平方千米141人。